# Claudia Nystadová
Claudia Nystadová, nepřechýleně Nystad, rozená Künzel, (* 1. února 1978 Zschopau) je bývalá německá běžkyně na lyžích. Jako sportovní voják v Bundeswehru závodila za WSC Erzgebirge Oberwiesenthal. Je dvojnásobnou olympijskou vítězkou a se šesti medailemi na olympijských hrách je historicky nejúspěšnější německou běžkyní na lyžích, k tomu získala pět medailí na mistrovství světa. Vrcholově závodila v kategorii dospělých v letech 1998 až 2010 a pak znovu 2013 až 2015. Jedním z důvodů prvního ukončení kariéry byly neshody s tehdejším reprezentačním trenérem Jochenem Behlem, po třech letech se k závodění vrátila a získala svou šestou olympijskou medaili. Po definitivním ukončení kariéry a následné rodičovské dovolené začala pracovat jako osobní trenérka a instruktorka běžeckého lyžování.

## Největší úspěchy

### Olympiáda
Ziskem šesti medailí (z toho 2 zlatých) je nejúspěšnější německou běžkyní na lyžích v historii.
- Zimní olympijské hry 2002 v Salt Lake City: 1. místo ve štafetě
- Zimní olympijské hry 2006 v Turíně: 2. místo ve štafetě a 2. místo ve sprintu
- Zimní olympijské hry 2010 ve Vancouveru: 1. místo v týmovém sprintu a 2. místo ve štafetě
- Zimní olympijské hry 2014 v Soči: 3. místo ve štafetě

### Mistrovství světa
Ziskem pěti medailí je druhou nejúspěšnější německou běžkyní na lyžích v historii – po Evi Sachenbacherové-Stehleové.
- MS 2003 ve Val di Fiemme: 1. místo ve štafetě a 2. místo ve sprintu
- MS 2007 v Sapporu: 2. místo ve štafetě a 2. místo v týmovém sprintu
- MS 2009 v Liberci: 2. místo ve štafetě

### Světový pohár
Vítězstvím ve čtyřech závodech Světového poháru je nejúspěšnější německou běžkyní na lyžích v historii.

## Výsledky

### Výsledky na OH
| Rok  | Věk | 10 km | 15 km hromadný start | skiatlon / kombinace | 30 km hromadný start | sprint | 4 × 5 km štafeta | sprint dvojic |
| ---- | --- | ----- | -------------------- | -------------------- | -------------------- | ------ | ---------------- | ------------- |
| 2002 | 24  | —     | 26.                  | 55.                  | —                    | 4.     | 1.               | —             |
| 2006 | 28  | 17.   | —                    | 18.                  | 6.                   | 2.     | 2..              | —             |
| 2010 | 32  | 16.   | —                    | —                    | —                    | —      | 2.               | 1.            |
| 2014 | 36  | —     | —                    | 42.                  | —                    | 34.    | 3.               | —             |

### Výsledky na MS
| Rok  | Věk | 10 km | 15 km hromadný start | skiatlon / kombinace | 30 km hromadný start | sprint | 4 × 5 km štafeta | sprint dvojic |
| ---- | --- | ----- | -------------------- | -------------------- | -------------------- | ------ | ---------------- | ------------- |
| 2001 | 23  | —     | 17.                  | 27.                  | CNX                  | 14.    | 4.               | —             |
| 2003 | 25  | —     | —                    | 11.                  | 19.                  | 2.     | 1.               | —             |
| 2005 | 27  | —     | —                    | 10.                  | 6.                   | 14.    | 4.               | 4.            |
| 2007 | 29  | 15.   | —                    | 17.                  | —                    | 26.    | 2.               | 2.            |
| 2009 | 31  | —     | —                    | DNF                  | 22.                  | 18.    | 2.               | —             |
| 2015 | 37  | 42.   | —                    | —                    | —                    | —      | —                | —             |

## Osobní život
Je vdaná a má dvě dcery. Jejím manželem je bývalý norský běžec na lyžích Trond Nystad, svatbu měli 27. května 2005. Od roku 2008 žijí v Ramsau am Dachstein ve vlastním dřevěném domě. V září 2015 se jim narodila dcera Linn a o dva roky později druhá dcera Anni. V letech 2010 –2013 vystudovala v Lipsku bakalářský titul z obchodní informatiky. Již během sportovní kariéry bylo jejím koníčkem malování, pořádá i výstavy svých obrazů.